# Patinação de velocidade nos Jogos Olímpicos de Inverno de 2018 - 3000 m feminino

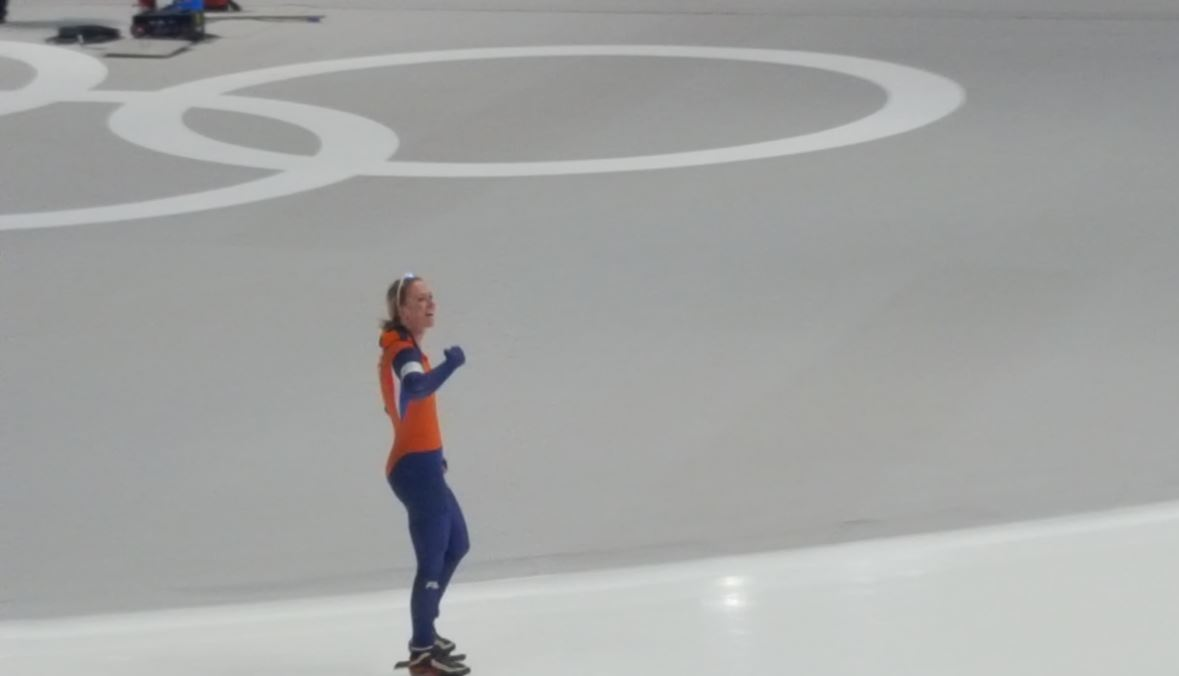
A vencedora da prova, Carlijn Achtereekte, no Gangneung Oval

A competição dos 3000 m feminino da patinação de velocidade nos Jogos Olímpicos de Inverno de 2018 foram realizadas no Gangneung Oval, localizado na subsede de Gangneung, em 10 de fevereiro.

## Medalhistas
| Ouro   | NED Carlijn Achtereekte |
| Prata  | NED Ireen Wust          |
| Bronze | NED Antoinette de Jong  |

## Recordes
Antes desta competição, os recordes mundiais e olímpicos da prova eram os seguintes:
| Tipo | Atleta            | Tempo       | Local          | Data                    |
| ---- | ----------------- | ----------- | -------------- | ----------------------- |
|      | Cindy Klassen     | 3:53.34 min | Calgary        | 18 de março de 2006     |
|      | Claudia Pechstein | 3:57.70 min | Salt Lake City | 20 de fevereiro de 2002 |

## Resultados
| Pos.              | Par | Raia | Atleta                       | Tempo   | Diferença | Notas |
| ----------------- | --- | ---- | ---------------------------- | ------- | --------- | ----- |
| Medalha de ouro   | 5   | I    | NED Carlijn Achtereekte      | 3:59.21 | —         |       |
| Medalha de prata  | 9   | I    | NED Ireen Wüst               | 3:59.29 | +0.08     |       |
| Medalha de bronze | 11  | O    | NED Antoinette de Jong       | 4:00.02 | +0.81     |       |
| 4                 | 12  | O    | CZE Martina Sáblíková        | 4:00.54 | +1.33     |       |
| 5                 | 11  | I    | JPN Miho Takagi              | 4:01.35 | +2.14     |       |
| 6                 | 10  | I    | CAN Ivanie Blondin           | 4:04.14 | +4.93     |       |
| 7                 | 9   | O    | CAN Isabelle Weidemann       | 4:04.26 | +5.05     |       |
| 8                 | 3   | O    | JPN Ayano Sato               | 4:04.35 | +5.14     |       |
| 9                 | 10  | O    | GER Claudia Pechstein        | 4:04.49 | +5.28     |       |
| 10                | 12  | I    | OAR Natalya Voronina         | 4:05.85 | +6.64     |       |
| 11                | 8   | O    | BLR Maryna Zuyeva            | 4:05.96 | +6.75     |       |
| 12                | 1   | I    | NOR Ida Njåtun               | 4:06.67 | +7.46     |       |
| 13                | 6   | I    | ITA Francesca Lollobrigida   | 4:08.58 | +9.37     |       |
| 14                | 3   | I    | POL Luiza Złotkowska         | 4:09.69 | +10.48    |       |
| 15                | 2   | O    | CZE Nikola Zdráhalová        | 4:11.36 | +12.15    |       |
| 16                | 5   | O    | POL Karolina Bosiek          | 4:12.44 | +13.23    |       |
| 17                | 4   | O    | POL Katarzyna Bachleda-Curuś | 4:12.57 | +13.36    |       |
| 18                | 1   | O    | KOR Kim Bo-reum              | 4:12.79 | +13.58    |       |
| 19                | 8   | I    | JPN Ayaka Kikuchi            | 4:13.25 | +14.04    |       |
| 20                | 7   | O    | CAN Brianne Tutt             | 4:13.70 | +14.49    |       |
| 21                | 6   | O    | CHN Hao Jiachen              | 4:15.56 | +16.35    |       |
| 22                | 7   | I    | USA Carlijn Schoutens        | 4:15.60 | +16.39    |       |
| 23                | 4   | I    | GER Roxanne Dufter           | 4:16.87 | +17.66    |       |
| 24                | 2   | I    | CHN Liu Jing                 | 4:20.95 | +21.74    |       |

Legenda
| Recorde mundial      | Recorde mundial (World record)               |                       | Recorde africano                      | Recorde africano (African) |                                           | Q | Classificado por posição (Qualified) |
| Recorde olímpico     | Recorde olímpico (Olympic record)            | Recorde da América    | Recorde da América (Americas)         | q                          | Classificado por melhor tempo (Qualified) |   |                                      |
| Melhor marca do ano  | Melhor marca do ano (World leading)          | Recorde asiático      | Recorde asiático (Asian)              | DNS                        | Não largou (Did not start)                |   |                                      |
| Recorde nacional     | Recorde nacional (National record)           | Recorde europeu       | Recorde europeu (European)            | DNF                        | Não terminou (Did not finish)             |   |                                      |
| Recorde pessoal      | Recorde pessoal do atleta (Personal best)    | Recorde da Oceania    | Recorde da Oceania (Oceania)          | DSQ / DQ                   | Desclassificado (Disqualified)            |   |                                      |
| Recorde da temporada | Recorde da temporada do atleta (Season best) | Recorde sul-americano | Recorde sul-americano (South America) | NM                         | Sem marca (No mark)                       |   |                                      |